# Ярмарка (станция метро)
«Я́рмарка» — отменённая станция-призрак Нижегородского метрополитена на Сормовско-Мещерской линии. Расположена между станциями «Московская» и «Стрелка» в районе Нижегородской ярмарки.

## Строительство
Строительство перегона от станции «Московская» до станции «Ярмарка» велось нестабильно. Строительство станции началось в 1993 году, но в 1996 году с площади Ленина, как и с площади Максима Горького, были убраны заборы и разобрана стройплощадка. Необходимость станции для одного из крупнейших выставочных комплексов России оспаривалась, но тем не менее работы по её проектированию и разработке велись. После «Ярмарки» планировалось продлить Сормовско-Мещерскую линию далее в районы «Стрелка» (в том числе, с учётом планов по постройке делового района «Стрелка-Сити») и «Мещерское озеро» вплоть до станции «Волга». В случае, если бы от проекта «Стрелка-Сити» было решено отказаться, то следующей станцией после «Ярмарки» была бы станция «Мещерское озеро».
В ноябре 2014 года стало известно, что станция «Ярмарка» всё же будет построена. Однако строительство будет вестись уже после открытия станции «Стрелка», без остановки работы метрополитена. Таким образом «Ярмарка» будет «станцией-призраком», во время строительства, как станция Петербургского метро «Адмиралтейская» в 1997—2011 годах. По его окончании ожидается, что со станции будет открываться панорамный вид на Оку.

## Современное состояние
Согласно Генеральному плану развития Нижнего Новгорода до 2025 года, Мещерское направление Сормовской линии, включающее «Ярмарку» и следующие за ней станции, являлось 7-м участком, имеющим самый низкий приоритет. Приоритет был изначально отдан строительству в Нагорной части Автозаводской линии и продолжению Сормовской ветки до станции «Варя» и центра Сормова.
Правительство Нижегородской области приняло решение о реконструкции и открытии станции после 2021 года, однако позже решение было отменено.
При проезде под районом Нижегородской ярмарки можно увидеть ответвление и расширение тоннеля, являющееся заделом под перспективную станцию. Станция была предусмотрена проектом развития метрополитена Нижнего Новгорода.